# 皮納特 (加利福尼亞州)
皮納特（英語：Peanut）是位於美國加利福尼亞州三一縣的一個非建制地區。該地的面積和人口皆未知。

## 地理
皮納特的座標為40°28′05″N 123°10′07″W / 40.46806°N 123.16861°W，而該地的平均海拔高度為786米（即2579英尺）。